# Claudia Lillge
Claudia Lillge (* 25. Januar 1971 in Bielefeld) ist eine deutsche Anglistin und Komparatistin und Professorin an der Friedrich-Alexander-Universität Erlangen-Nürnberg (FAU).

## Leben und Wirken
Claudia Lillge studierte von 1994 bis 2000 an der Georg-August-Universität Göttingen Amerikanistik, Anglistik und Germanistik. Im Anschluss war sie als wissenschaftliche Mitarbeiterin tätig und wurde 2005 im Fach Anglistik mit einer Dissertation zum Thema Die Brontë-Methode: Elizabeth Stoddards transatlantische Genealogie und das viktorianische Imaginäre promoviert. Danach ging sie als wissenschaftliche Assistentin von Gisela Ecker an die Universität Paderborn, wo sie sich 2015 in den Fächern Anglistik und Komparatistik habilitierte. 2006 war sie Stipendiatin am John-F.-Kennedy-Institut der FU Berlin bei Winfried Fluck. Sie nahm Gastdozenturen und Forschungsaufenthalte an der Durham University (2013), der University of Sheffield (2007, 2013), der Universität Salerno (2008), am Isländischen Nationalmuseum und am Reykjavík Museum of Photography (2013, 2014) sowie am Institute of European Studies der UC Berkeley (2020) wahr.
2009 erhielt sie den Forschungspreis der Universität Paderborn für den Aufbau der Forschergruppe Kulturphänomen Arbeit. Für ihre Habilitationsschrift Arbeit: Eine Literatur- und Mediengeschichte Großbritanniens wurde sie mit dem BritCult Award der Gesellschaft für das Studium britischer Kulturen ausgezeichnet.
Von 2015 bis 2016 hatte sie eine Professurvertretung für Roland Borgards an der Julius-Maximilians-Universität Würzburg im Fach Germanistik/Komparatistik inne. Von 2017 bis 2020 war sie als Vertretungsprofessorin an der Goethe-Universität Frankfurt am Main tätig. In dieser Zeit führten sie Forschungsaufenthalte nach Hongkong (2018, 2019), an die University of Colorado Boulder (2019, 2020) und die Jawahral-Nehru-University, New Delhi (2020). Von 2020 bis 2021 war sie Gastprofessorin am Peter Szondi-Institut der FU Berlin als Nachfolgerin von Claudia Olk. Es folgte eine Professurvertretung an der Julius-Maximilians-Universität Würzburg im Fach Englische Literatur- und Kulturwissenschaft.
Im Juni 2022 erhielt Claudia Lillge einen Ruf auf den Lehrstuhl für Anglistische Literatur- und Kulturwissenschaft an der Friedrich-Alexander-Universität Erlangen-Nürnberg.
Ihre Forschungsschwerpunkte sind anglophone Literaturen und Kulturen, transnationale Literatur- und Kulturbeziehungen, Literatur- und Kulturtheorie, internationale Medien- und Populärkultur, Gender und Postcolonial Studies, Environmental Humanities sowie historische und mediale Kulturen der Arbeit. Sie ist Herausgeberin der Schriftenreihe vita activa  und Mitherausgeberin der Schriftenreihe „inter/media“ im Wilhelm Fink Verlag.
Im Februar 2025 war Lillge Gast in der Reihe „A Cup with the President“ der FAU, wo sie über ihre Forschungsinteressen und ihre Sicht auf die Rolle von Literatur und Kunst in der menschlichen Selbstverständigung sprach.

## Veröffentlichungen (Auswahl)

### Monographien
- Die Brontë-Methode: Elizabeth Stoddards transatlantische Genealogie und das viktorianische Imaginäre. In: Anglistische Forschungen. Band 400. Winter, Heidelberg 2009, ISBN 978-3-7705-6060-8.

- Arbeit. Eine Literatur- und Mediengeschichte Großbritanniens. Wilhelm Fink, Paderborn 2016, ISBN 978-3-7705-6060-8.

### Herausgeberschaft
- zusammen mit Thorsten Unger und Björn Weyand (Hrsg.): Arbeit und Müßiggang in der Romantik. Wilhelm Fink, Paderborn 2017, ISBN 978-3-7705-5938-1.
- zusammen mit Dustin Breitenwischer, Jörn Glasenapp und Elisabeth K. Paefgen (Hrsg.): Die neue amerikanische Fernsehserie: Von Twin Peaks bis Mad Men. Paderborn, Wilhelm Fink 2014, ISBN 978-3-7705-5690-8.

### Aufsätze
- Shadow Stories: The Epistemological Function of the Anecdote in Stephen Greenblatt’s Shakespearean Negotiations. In: Anekdotisches Erzählen: Zur Geschichte und Poetik einer kleinen Form. De Gruyter, Berlin 2022, ISBN 978-3-11-069813-8, S. 179–194, doi:10.1515/9783110698213-010.
- Können Tiere Helden sein? Anthropozentrischer und zoozentrischer Anthropomorphismus in Gabriela Cowperthwaites Blackfish. In: Helden. Band 3. Albert-Ludwigs-Universität Freiburg, Freiburg 2018, S. 71–79, doi:10.6094/helden.heroes.heros./2018/A/08.